# داني باوتيستا
داني باوتيستا (بالبرتغالية: Daniel Ricardo Soares‏) (30 يناير 1982 بفيلجويراس في البرتغال - ) هو لاعب كرة قدم برتغالي في مركز الوسط. لعب مع سكودا زانثي وسي إف آر كلوج ونادي باسوش دي فيريرا ونادي فيتوريا سيتوبال وG.S. Iraklis Thessaloniki ‏ ونادي فيزيلا ونادي إيراكليس.

## روابط خارجية
- داني باوتيستا على موقع قاعدة بيانات كرة القدم.إي يو (الإنجليزية)
- داني باوتيستا على موقع Soccerway.com (الإنجليزية)
- داني باوتيستا على موقع عالم كرة القدم.نت (الإنجليزية)
- داني باوتيستا على موقع AS.com (الإسبانية)